# Bandera arcoíris
Una bandera arcoíris es una bandera de diversos colores compuesta de bandas o patrones que forman los colores del arcoíris. Los colores desplegados pueden diferir, pero contienen generalmente rojo, naranja, amarillo, verde, celeste, azul y violeta. El uso de banderas arcoíris tiene una larga tradición. Las hay en muchas culturas en el mundo como signo de diversidad e inclusividad, de esperanza y anhelo.
Hay varias banderas arcos iris independientes en uso hoy en día. La más conocida en el mundo es la bandera LGBT, que representa el orgullo LGBT. La bandera de la paz es especialmente popular en Italia y la bandera de la ACI simboliza el movimiento cooperativo internacional. También es usada por los pueblos originarios de los Andes para representar el legado del Imperio inca, a través de la Wiphala, y otros movimientos o grupos andinos.

## Banderas arcos iris en diversas culturas y movimientos

### Sudamérica precolombina
La wiphala (del aimara: wiphala ‘emblema’) es una bandera cuadrangular de siete colores usada por algunas etnias de los Andes. Existen variantes de la wiphala. La más extendida es la usada en la actualidad como símbolo étnico del pueblo aimara, la cual fue reconocida como símbolo del Estado Boliviano por la Constitución de 2008, en el artículo 6 (II).
Una bandera de siete franjas ha sido usada en tiempos contemporáneos para representar al Tahuantinsuyo, lo que ha generado la concepción errónea de que existía un «estandarte imperial incaico» con las características de una bandera multicolor; es decir, con los colores del arcoíris. Según la historiografía peruana, en el Imperio inca no existió el concepto de bandera y, por tanto, este nunca tuvo una; sin embargo, las crónicas de la conquista española señalan que los generales incas usaron un estandarte que llevaba un arcoíris entre dos serpientes sobre un lienzo decorado con plumas coloradas. Hoy en día, esta bandera también ha sido adoptada por la etnia licán antai (llamados atacameños en español), aunque los orígenes de esta cultura se remontan a tiempos anteriores al dominio de los incas.
La bandera del Cuzco está formada por siete bandas horizontales de colores y fue oficialmente adoptada en 1978. Aparentemente su origen estaría influenciado por la bandera de la Alianza Cooperativa Internacional (ACI), además de la idea de que este habría sido el «estandarte incaico».

Wiphala.
Bandera del Cuzco.

### Historia europea
El uso de banderas arcos iris como símbolo de diversidad, inclusividad, esperanza y anhelo tiene una prolongada historia. La elección del arcoíris como motivo para una bandera se remonta al símbolo de la promesa bíblica. De acuerdo a la Biblia cristiana, Dios creó el arcoíris como signo para Noé, de que no habría un nuevo diluvio en el planeta. El reformista Thomas Müntzer (1489–1525), conectó sus proclamas socio-revolucionarias con su prédica del evangelio con efecto nocivo en un momento de convulsión social que conocemos como la Reforma Protestante. Usualmente es retratado con una bandera arcoíris en su mano. La estatua de Thomas Müntzer en la ciudad alemana de Stolberg también lo muestra sosteniendo una bandera arcoíris en su mano.
Durante la guerra de los campesinos alemanes, en el siglo XVI, la bandera arcoíris era usada, junto con los zuecos del campesino (Bundschuh), como símbolo de una nueva era y esperanza de cambio social durante las matanzas indiscriminadas de las facciones filo-anabaptistas.

### Bandera drusa
Los drusos (en árabe durūzī دروزي, pl.: durūz دروز; en hebreo: druzi דרוזי, pl.: druzim דרוזים) son una minoría religiosa que habita, principalmente, en Israel, Jordania, el Líbano, Siria y los Territorios Palestinos, y cuyo origen se remonta a finales del siglo X y principios del XI.
Su bandera está compuesta por cuatro franjas horizontales, las cuales, desde arriba hacia abajo, tienen los siguientes colores: rojo, amarillo, azul y blanco; sobre estas franjas, va un triángulo de color verde, pegado al costado izquierdo.

Bandera drusa.

### Bandera budista (1885)
Una bandera que representa el budismo fue diseñada en Sri Lanka en 1885 y modificada a su forma presente en 1886. En 1950 fue adoptada por la Asociación Mundial de Budistas para ser un símbolo de todas las formas de budismo en el mundo.
Está conformada por seis segmentos verticales coloreados, de los cuales, los primeros cinco usualmente son azul, amarillo, rojo, blanco y naranja, mientras que el sexto es una combinación de los cinco anteriores. Variaciones de los colores se pueden encontrar comúnmente.

Bandera budista.

### Bandera de la República de China (1912)
Esta fue la primera bandera utilizada por la República de China en sustitución de la antigua bandera de la dinastía Qing en 1912. Fue confeccionada bajo el principio filosófico y político Cinco razas bajo una unión. Consta de cinco barras en representación de las etnias chinas, formadas por los colores rojo, amarillo, azul, blanco y negro. Los significados de los colores eran los siguientes:
- Rojo: representa a la etnia han (chino simplificado: 汉族, chino tradicional: 漢族, pinyin: Hàn zú).
- Amarillo: representa a la etnia manchú (chino simplificado: 满族; chino tradicional: 滿族; pinyin: Mǎn zú).
- Azul: representa a la etnia mongol (mongol: Монголчууд; chino: 蒙古族; pinyin: Měng gǔ zú).
- Blanco: representa a la etnia hui (chino: 回族; xiao'erjing:  حُوِ ذَو / حواري; pinyin: Hui zú).
- Negro: representa a la etnia tibetana (tibetano: བོད་པ།་, Wylie: Bodpa; chino: 藏族; pinyin: Zàng zú).

Bandera de la República de China, 1912-1928.

### Alianza Cooperativa Internacional (1921)
Una bandera de siete colores es el símbolo común del movimiento cooperativo internacional. La bandera arcoíris ha sido el emblema cooperativo desde 1921, cuando se reunieron los líderes cooperativos en el Congreso Cooperativo Internacional en Basilea (Suiza) para identificar y definir los crecientes valores comunes e ideales de ayudar a los cooperativos en el mundo.
En Essen (Alemania) en 1922, la Alianza Cooperativa Internacional (ACI) diseño un símbolo cooperativo internacional y una bandera para el primer Día Cooperativo, la cual fue enarbolada en julio de 1923. Luego de algunas pruebas con diferentes diseños, un reconocido cooperador francés, el profesor Charles Gide, sugirió usar los siete colores en la bandera arcoíris. Recalcó que arcoíris simbolizaba unidad en la diversidad y el poder de la luz, de la iluminación y el progreso. La primera bandera arcoíris cooperativa fue terminada en 1924 y fue oficialmente adoptada como símbolo del movimiento cooperativo internacional en 1925.
En 2001, la bandera oficial de la ACI fue cambiada por un logo arcoíris en un fondo blanco, para promocionar y fortalecer la imagen cooperativa, aunque aún se utiliza la imagen arcoíris. Otras organizaciones todavía utilizan la bandera tradicional como símbolo cooperativo.
Como el arcoíris, esta bandera es un símbolo de esperanza y paz. Los siete colores de banderas en el mundo ondean en armonía. A cada uno de los siete colores en la bandera cooperativa se le ha asignado el siguiente significado:

- rojo: representa el coraje.
- naranja: ofrece la visión de las posibilidades.
- amarillo: representa el desafío de que el "verde" ha despertado.
- verde: representa el desafío a los cooperadores de dedicarse al crecimiento de la participación y del entendimiento de los fines y valores de la cooperatividad.
- celeste: representa los horizontes lejanos, la necesidad de proveer educación y ayudar a las personas menos afortunadas y dedicarse a la unidad global.
- azul: representa el pesimismo; es un recordatorio de que las personas menos afortunadas tienen necesidades que podrían ser alcanzados a través de los beneficios de la cooperación.
- violeta: es el color de la tibieza, la belleza y la amistad.

El ACI ha estado enarbolando una bandera con su logo oficial desde abril de 2001, cuando su Directorio decidió reemplazar la tradicional bandera arcoíris. Su utilización por parte de grupos no cooperativos llevó a generar confusión en varios países.
ICA

Hasta 2001, la Alianza Cooperativa Internacional utilizó una bandera arcoíris.

### Meher Baba (1924)
Meher Baba diseñó una bandera arcoíris el 23 de abril de 1924. Se iza cada año cerca del tempo altar de su samadhi en Meherazad (India) durante la semana del aniversario de su muerte amartithi, ocurrida el 31 de enero de 1969. Baba explicó su simbolismo diciendo: «Los colores en la bandera representan el surgimiento del hombre desde las más groseras impresiones de la lujuria y la furia —simbolizadas por el rojo— hasta la culminación en el estado más alto de la espiritualidad y unidad con Dios —simbolizada por el azul claro—».

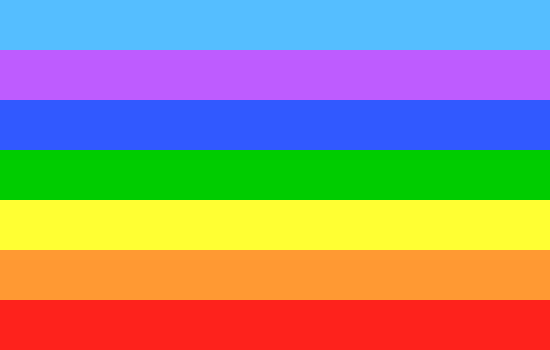
Bandera de Meher Baba.

### Movimiento de la Paz (1961)
La bandera arcoíris fue utilizada por primera vez en Italia en una marcha por la paz en 1961, inspirada por otras banderas de múltiples colores usadas en demostraciones en contra de las armas nucleares. Se volvió popular con la campaña Pace da tutti i balconi ('Paz desde todos los balcones') de 2002, que comenzó como una protesta contra la guerra que se desarrollaba en Irak. La versión más común tiene siete colores —morado, azul, azul claro (en italiano: azzurro), verde, amarillo, naranja y rojo— y lleva la leyenda PACE ('paz' en italiano).
Algunas variantes incluyen el desplazamiento de la franja púrpura por debajo de la franja azul claro, agregando una franja blanca en su parte superior (la versión original de los años 1970 tenía una franja blanca en su parte superior). Esta bandera ha sido internacionalmente adoptada como símbolo del movimiento pacifista.

Bandera de la Paz (pace en italiano).

### Movimiento judío de Bene Ohr, Estados Unidos (1961)
En 1961, el rabino Zalman Schachter-Shalomi diseñó un talit (una mantilla de oración) arcoíris como símbolo de la cábala para los miembros del Movimiento judío de Bene Ohr ('Los hijos de la luz'). Es un arcoíris presentado de forma vertical, en que cada color se encuentra separado por franjas negras cuyo espesor es variable. Los colores representan características de Dios, mientras que las franjas negras y blancas representan aspectos de la creación y protección.

### Orgullo LGBT (1978)
Esta es la versión de la bandera arcoíris más conocida en el mundo, algunas veces llamada «bandera de la libertad». Fue popularizada por el artista de San Francisco, Gilbert Baker, en 1978, como un símbolo del orgullo homosexual y de la diversidad de las lesbianas, homosexuales, bisexuales y transexuales (en inglés las primeras letras de estas palabras forman el acrónimo LGBT: Lesbian, Gay, Bisexual y Transgender). Los diferentes colores simbolizan la diversidad de la comunidad homosexual y la bandera es predominantemente utilizada en los eventos de demostración del orgullo homosexual y en comunidades homosexuales alrededor del mundo, en diversas formas, tales como carteles, vestimentas y joyería. Para el 25.º aniversario de los disturbios de Stonewall, los cuales se desarrollaron en la ciudad de Nueva York en 1994, una bandera arcoíris de 1,6 kilómetros fue creada y luego cortada en secciones que aún se utilizan alrededor del mundo.
Fue originalmente creada con ocho colores; sin embargo, el rosado y el turquesa fueron eliminados para facilitar la producción —ya desde 1979, estaba compuesta solo por seis bandas de color, las cuales deberían ser desplegadas siempre con el rojo en la parte superior, o a la izquierda. Esto se debe a que, al disponerla de esta manera, los colores se ordenan de la misma forma que en el arcoíris natural—. Además de su simbolismo evidente de una cultura y comunidad homosexual diversa, los colores fueron diseñados para representar la vida (rojo), la sanación (naranja), la luz del sol (amarillo), la naturaleza (verde), la serenidad o la armonía (azul) y el espíritu (morado/violeta). Los colores removidos encarnaban la sexualidad (rosado) y la magia o el arte (turquesa).

Bandera gay original de 1978.
Bandera LGBT actual.
Variante de 2019, incluye representación a personas de color y transexuales

### Concertación de Partidos por el No (1988)
La Concertación de Partidos por la Democracia, también conocida como Concertación, es una coalición de partidos políticos de izquierda, centroizquierda y centro de Chile, creada el 2 de febrero de 1988 como Concertación de Partidos por el No y que gobernó el país desde el 11 de marzo de 1990 hasta el 11 de marzo de 2010. Su símbolo, el arcoíris, presente en su emblema, representa la variedad de proyectos e intereses que confluyen en la coalición y fue establecido en el año de su creación. El conglomerado político aglutinó a los principales sectores de la oposición a la dictadura de Augusto Pinochet, a quien derrotó en el plebiscito nacional del 5 de octubre de 1988.
Algunas variantes incluyen el retiro de la palabra "NO", luego de haber triunfado en las elecciones, y posteriormente la adición de un remolino de papel, símbolo del pacto de izquierda Juntos Podemos Más, graficando de este modo la alianza política entre ambos.

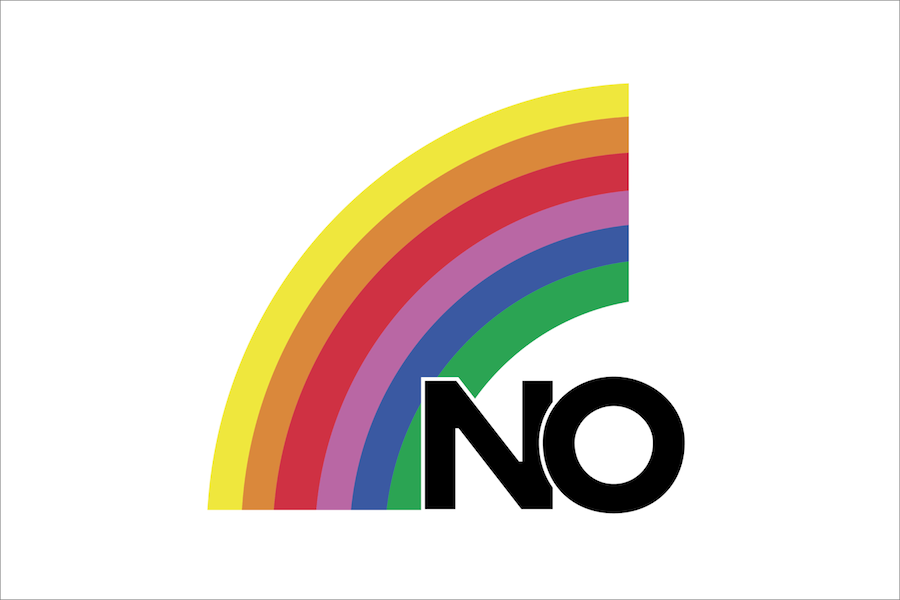
La bandera de la Concertación de Partidos por el No.
Logo de la Concertación de Partidos por la Democracia.
Logo de la Concertación de Partidos por la Democracia en alianza con Juntos Podemos Más.

### Bandera circular de la ceremonia del té Wu-Wo (1991)
Un arcoíris circular (en chino: 圓形彩虹), es el símbolo de la ceremonia del té Wu-Wo. Un arcoíris es construido por siete barras de colores, las cuales, combinadas, se convierten en luz blanca. La ceremonia del té Wu-Wo busca el arcoíris circular y se dirige a la luz blanca o el círculo vacío en el centro de la bandera. La luz blanca combinada o el espacio vacío en el centro de la bandera arcoíris puede ser entendida como el «wu». La ceremonia del té Wu-Wo sigue el siguiente concepto: por ejemplo, las personas poseen conocimiento, riqueza y belleza física, e intentan olvidar esas cosas y trascender.

### Óblast autónomo Hebreo (1996)
Otra variante de la bandera arcoíris es utilizada en el Óblast autónomo Hebreo, localizado en el Distrito federal del Lejano Oriente de Rusia, en la frontera con China. Las bandera posee un arcoíris de siete franjas, el número de colores fue hecho para representar a la menorá, la cual posee siete brazos. El campo blanco puede ser una reminesencia de la bandera de Israel.[cita requerida] Fue adoptada por primera vez en octubre de 1996, y sus proporciones son 2:3.

Bandera del óblast autónomo Hebreo.

### Partido político Pachakutik
En Ecuador, una bandera arcoíris es usada por el partido político Pachakutik, cuyos miembros pertenecen, en su mayoría, a los pueblos originarios y profesan ideas izquierdistas.[cita requerida]

Bandera del Pachakutik.

### Partido político Patriotas de Rusia
El arcoíris es utilizado como un elemento en la bandera del partido político Patriotas de Rusia (en ruso, Патриоты России).

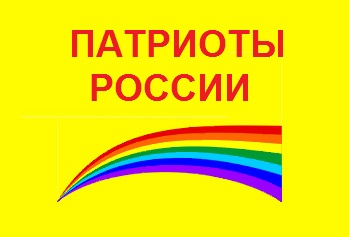
Bandera de los Patriotas de Rusia.

### Noajismo
En religión, el noajismo utiliza símbolos arcoíris como insignias de su fe. El arcoíris representa la alianza de Dios luego del diluvio y los siete colores representan cada una de las leyes.[cita requerida]

### Lingua Franca
La Lingua Franca Nova (o LFN) es una lengua artificial creada por el doctor C. George Boeree de la Universidad de Shippensburg, en Pensilvania. Se basa en el francés, el italiano, el portugués, el español y el catalán. Tiene una ortografía fonética y se escribe mediante 21 letras del alfabeto latino, aunque también puede escribirse con letras del alfabeto cirílico. Su bandera posee cinco conos de colores, que asemejan un arcoíris.

Bandera de la Lingua Franca Nova.

### Banderas etnocaceristas (Perú)

Bandera del etnocaerismo.
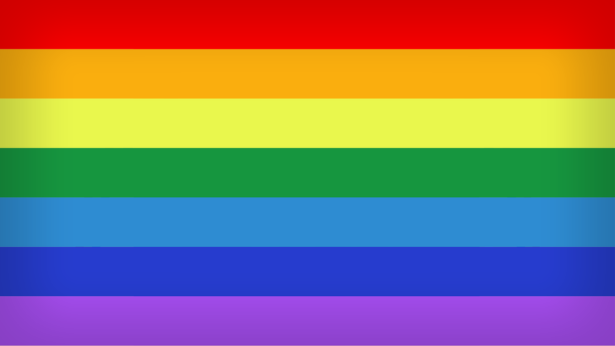
Bandera clásica del etnocacerismo.

### Bandera de la Reivindicación Marítima (Bolivia)

Bandera de la Reivindicación Marítima

### Regiones del Perú
Algunas banderas regionales del Perú, tienen arcoíris en sus banderas .

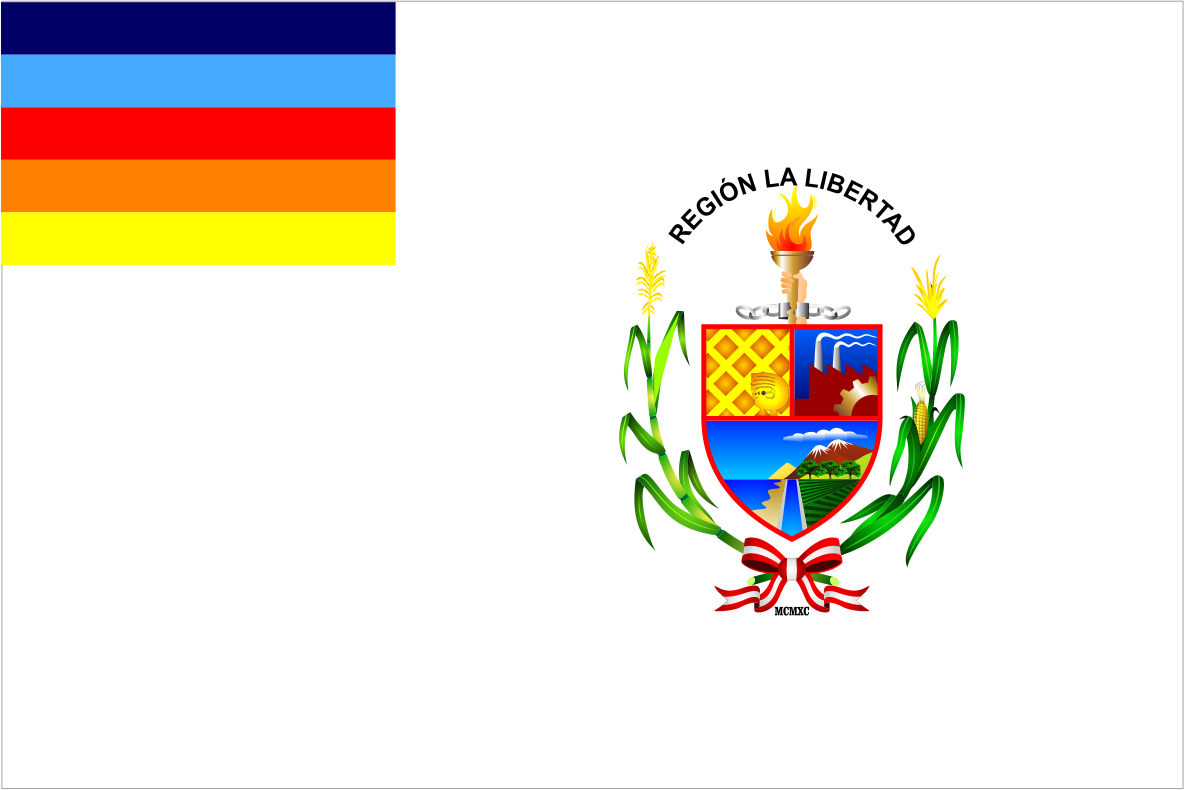
Bandera Región de La Libertad
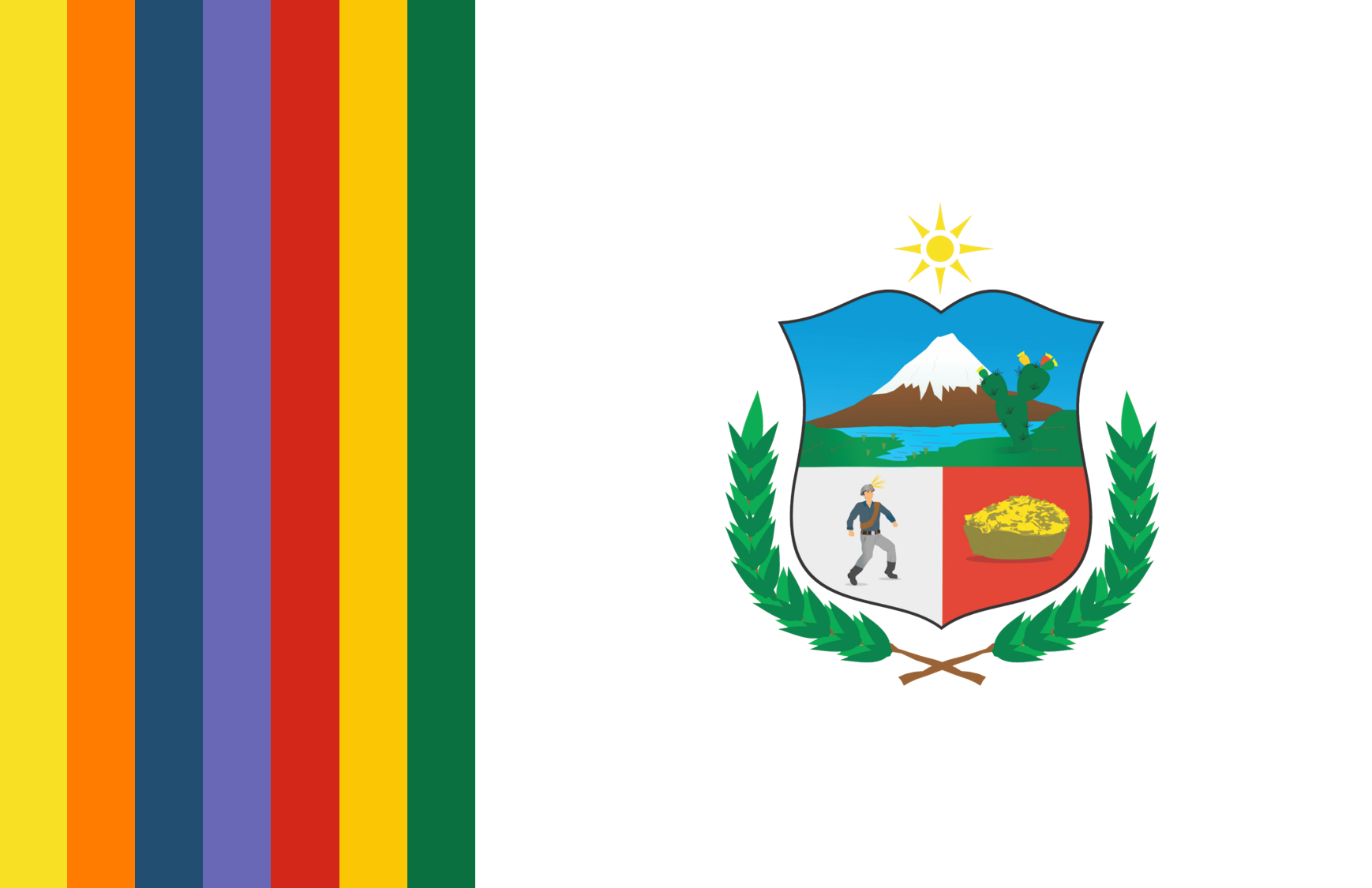
Bandera de la Región Apurimac
Bandera de la Región Cuzco